# Castillo de Chillon
El castillo de Chillon (en francés: Château de Chillon) es un castillo de Suiza de origen medieval que se encuentra a orillas del lago Lemán, en la comuna de Veytaux, en el cantón de Vaud. Tiene forma oblonga, con unas dimensiones de 110 m de largo por 50 m de ancho y una altura máxima de 25 m. Fue una importante edificación defensiva ya desde la Edad del Bronce, que después fue fortificada por los romanos. El castillo de Chillon fue ocupado sucesivamente por la Casa de Saboya y más tarde por los berneses desde 1536 hasta 1798. La zona más antigua del edificio es de estilo gótico, construido en el siglo XIII; sus salas sirvieron de inspiración al poeta inglés Lord Byron. Está catalogado como monumento histórico de Suiza y se considera una importante atracción turística de la zona. En 2019, el castillo tuvo su récord histórico de visitantes con 430 000 entradas vendidas.

## Historia

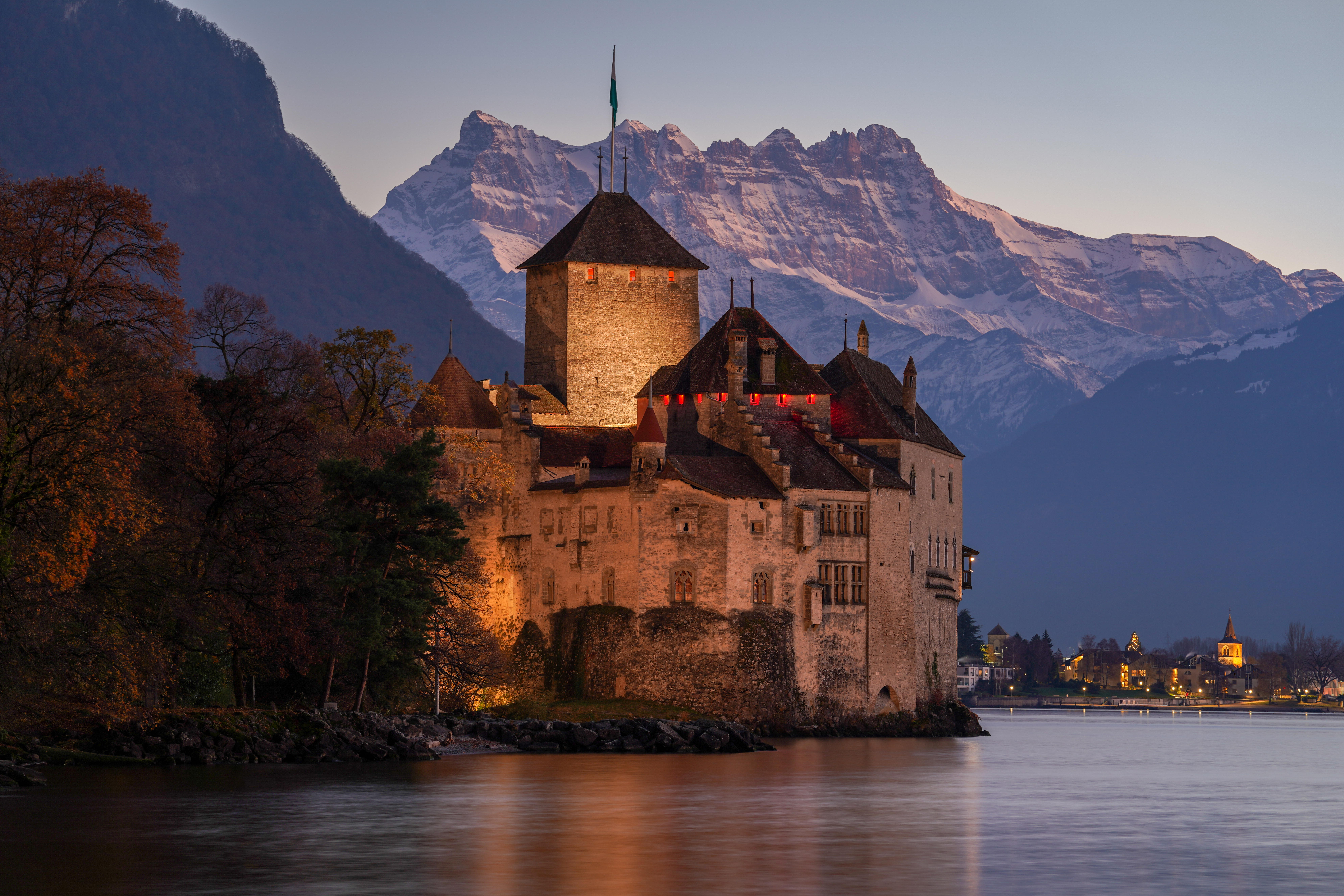
Vista nocturna.

El castillo de Chillon está construido sobre una roca ovalada de piedra caliza que se adentra en el lago Lemán, entre Montreux y Villeneuve, con una pendiente escarpada a un lado y el lago y su abrupto fondo en el otro. La ubicación es estratégica: cierra el paso entre la Riviera del cantón de Vaud, que constituye al acceso hacia Alemania y Francia, al norte, y el valle del Ródano, que permite llegar rápidamente a Italia. Además, el lugar ofrece excelentes vistas sobre la costa de Saboya, enfrente. Una guarnición podía controlar de este modo, comercial y militarmente, la ruta hacia Italia y aplicar un peaje.
Las primeras construcciones se remontan a alrededor del siglo X, aunque es probable que este lugar ya fuera un emplazamiento militar privilegiado antes de esa fecha. Objetos que datan de la época romana, así como restos de la Edad del Bronce, fueron descubiertos durante las excavaciones del siglo XIX. A partir de una doble empalizada de madera, los romanos habrían fortificado el sitio antes de que en el siglo X se añadiese una torre cuadrada. Fuentes del siglo XIII atribuyen la posesión del lugar de Chillon al obispo de Sion. Un documento de 1150, en el que el conde Humberto III concede a los cistercienses de Hautcrêt el paso libre hacia Chillon, da fe de la dominación de la Casa de Saboya sobre Chillon. Por dicho documento sabemos que el propietario del castillo es un tal Gaucher de Blonay. Pero este señor de Blonay es más un vasallo del conde que uno de sus oficiales. Se trata de un dominio señorial de los Saboya en el marco de una sociedad feudal y no de un dominio administrativo.

### Periodo de los condes de Saboya

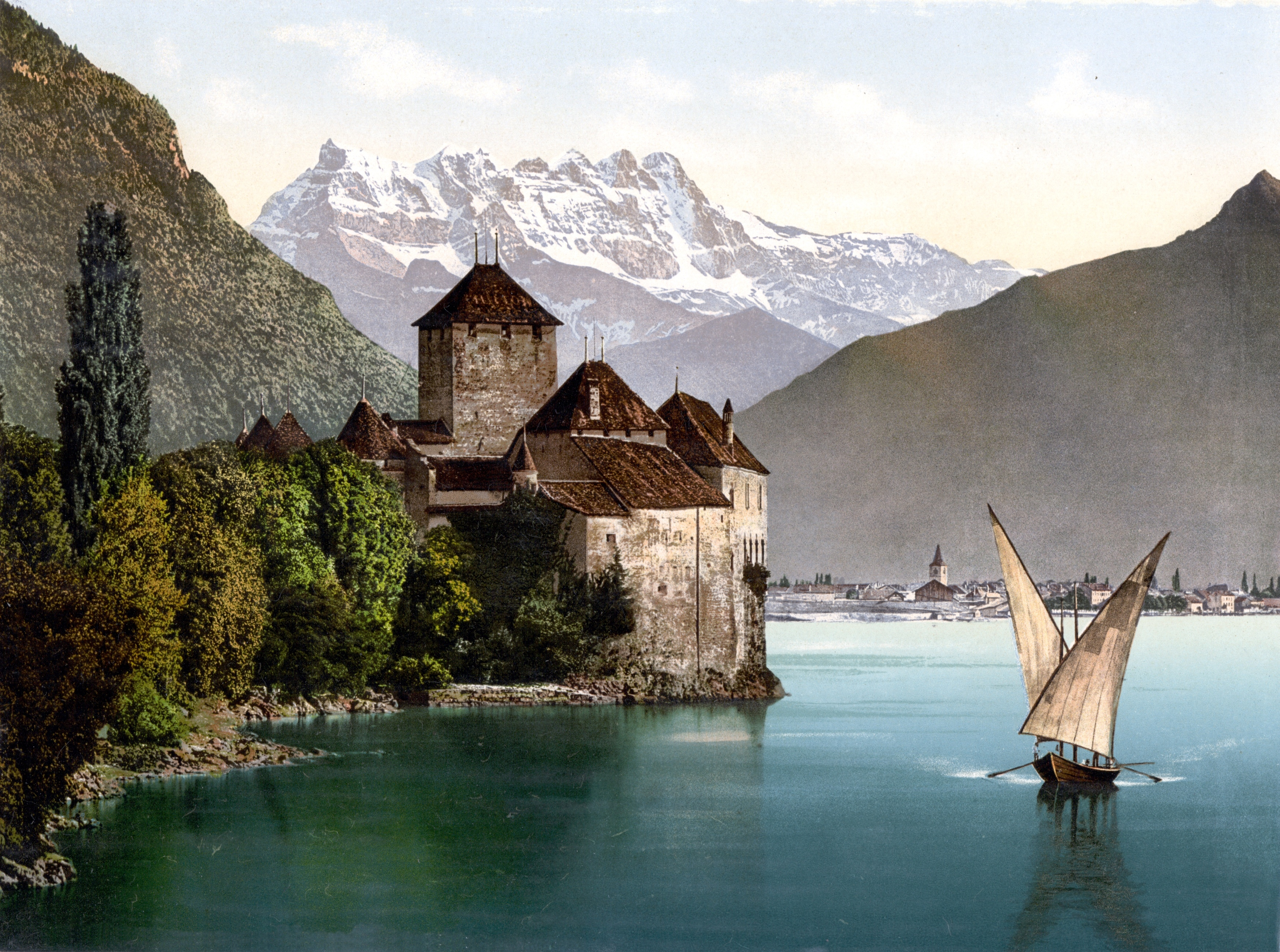
Litografía del castillo de entre 1890 y 1905 visto desde el norte, con los Dents du Midi al fondo.

La casa de Saboya transformó la fortaleza, entonces Castrum Quilonis, y la amplió durante el siglo XIII. La antigua cripta del siglo XI, dedicada a San Trifón, fue abandonada en ese siglo al construirse la capilla en la parte superior del castillo. Los Saboya querían extender su supremacía al país de Vaud y zonas limítrofes. El primer Saboya señor del castillo Chillon del que se tiene noticia, data de 1198. El castillo se dedicó a fines militares, pero también sirvió de residencia para los condes. De hecho, fue una de las etapas de los viajes de la corte itinerante durante los viajes que emprendía regularmente el conde a sus territorios. En ausencia del conde, la parte noroeste del castillo, donde se encuentran sus aposentos, permanecía vacía y cerrada. Tomás I de Saboya se alojó en ellos alrededor de 1230. Él y su hijo, Pedro II de Saboya, «el pequeño Carlomagno», reorganizaron la región próxima al castillo construyendo aldeas, anexionando la zona del Chablais de Vaud y creando la «Patria Vuaudi». En 1214 se instaló un importante peaje en Villeneuve de Chillon, el actual pueblo de Villeneuve.
Pedro II recibió las llaves del castillo en 1253 y consolidó su presencia en las orillas del lago hasta Aubonne. A partir de ese momento, Pedro II de Saboya, incluso antes de su ascenso al título de conde y siguiendo el modelo de Inglaterra —adonde viajó entre 1252 y 1255— inició la división del condado en bailiajes. Se creó el bailío de Chablais, siendo Chillon la capital intermitente a partir de 1260 hasta 1330, cuando Chillon se convirtió definitivamente en capital del bailío de Chablais con Aymon de Verdon a la cabeza. Aunque al principio el señorío de Chillon y el bailío de Chablais se atribuyeron a dos personas diferentes, los condes confiaron progresivamente estas dos funciones a una sola persona. Para estar a la altura de las ambiciones de conquista de sus propietarios, el castillo fue reforzado mediante una segunda muralla y se elevó la altura de tres torres construidas en 1235. Pedro II confió los trabajos a Jacques de Saint George, un arquitecto y constructor especializado en obras militares. Pedro II regresó al castillo poco antes de morir 2<Qen 1268. Albert Naef, el arquitecto que renovó el castillo en el siglo XIX, concedió gran importancia a las impresionantes modificaciones aportadas a Chillon por Pedro II.

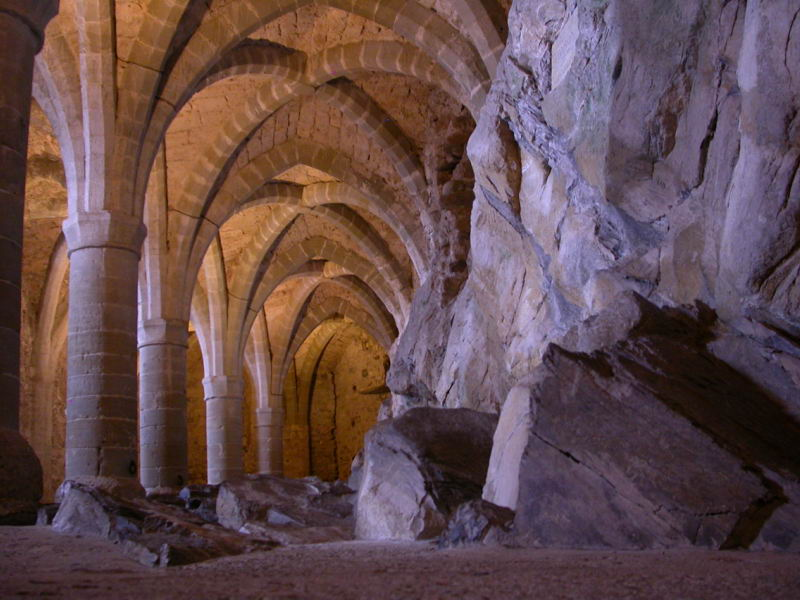
Sótano del castillo, donde es visible la roca. Se ha usado como prisión y almacén durante siglos.

El castillo contaba con veinticinco edificios y sirvió como prisión a mediados del siglo XIV, además de que los subterráneos permitían almacenar materiales y vino. En aras de la estética, el castillo fue decorado por iniciativa de Aimone de Saboya, llamado «el Pacífico», quien contrató a Jean de Grandson para realizar las pinturas de las habitaciones y de los grandes salones.
El año 1348 fue testigo de una de las páginas más dolorosas de la historia de Chillon, con los estragos de la peste. Los judíos fueron detenidos y torturados para hacerles confesar que habían envenenado el agua de los pozos. Sus confesiones provocaron la furia del populacho, que se entregó a las masacres y las expulsiones. Trescientas comunidades fueron aniquiladas o deportadas sin que interviniese el conde de Saboya.
Amadeo VI de Saboya, llamado «el Conde Verde», puso en marcha una expedición al país de Vaud en 1359 e hizo un alto en Chillon. Sin embargo, los siguientes condes, como el «Conde Rojo», se desentendieron de la gestión de la región y la dejaron en manos del señor y baile de Chillon. El castillo es húmedo, y el frío que reina en él lo hacía poco confortable, pero esto no impidió que el antipapa Félix V residiera en él en 1442.
En la prisión y en los húmedos calabozos del sótano se pudrían los bandidos y los herejes de la región. Chillon fue el lugar en que estuvo encarcelado François Bonivard entre 1530 y 1536, quien inspiró un poema de Lord Byron en 1816, Le prisonnier de Chillon (El prisionero de Chillon).

### Periodo bernés

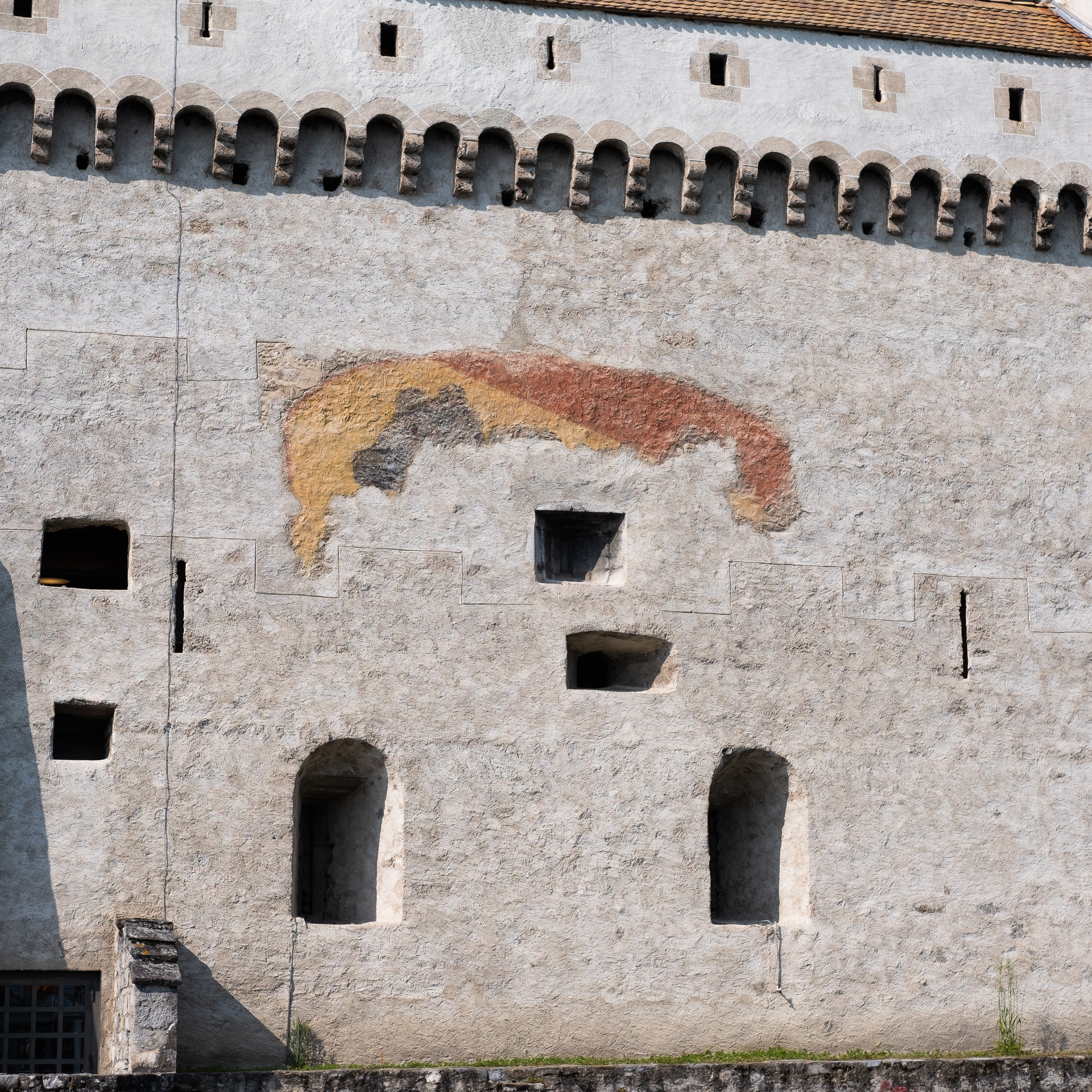
Bandera bernesa pintada en uno de los muros del castillo.

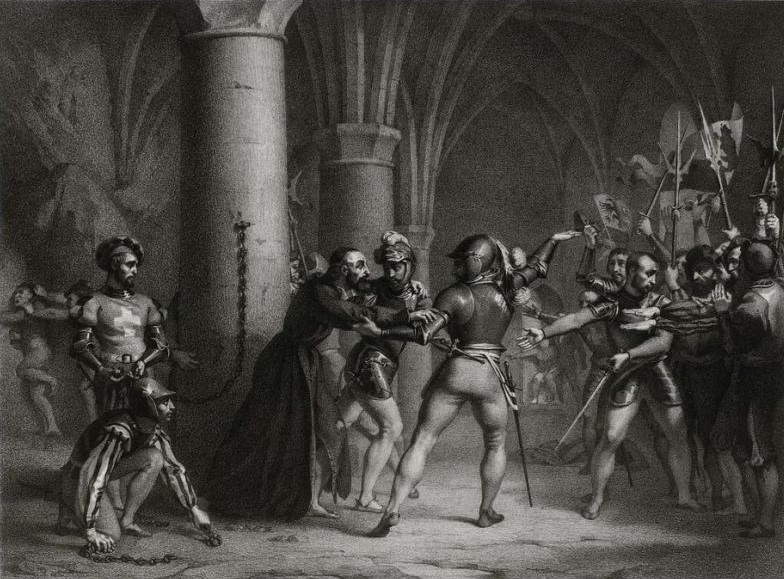
La liberación de Bonivard (1898), cuadro de Franck-Edouard Lossier.

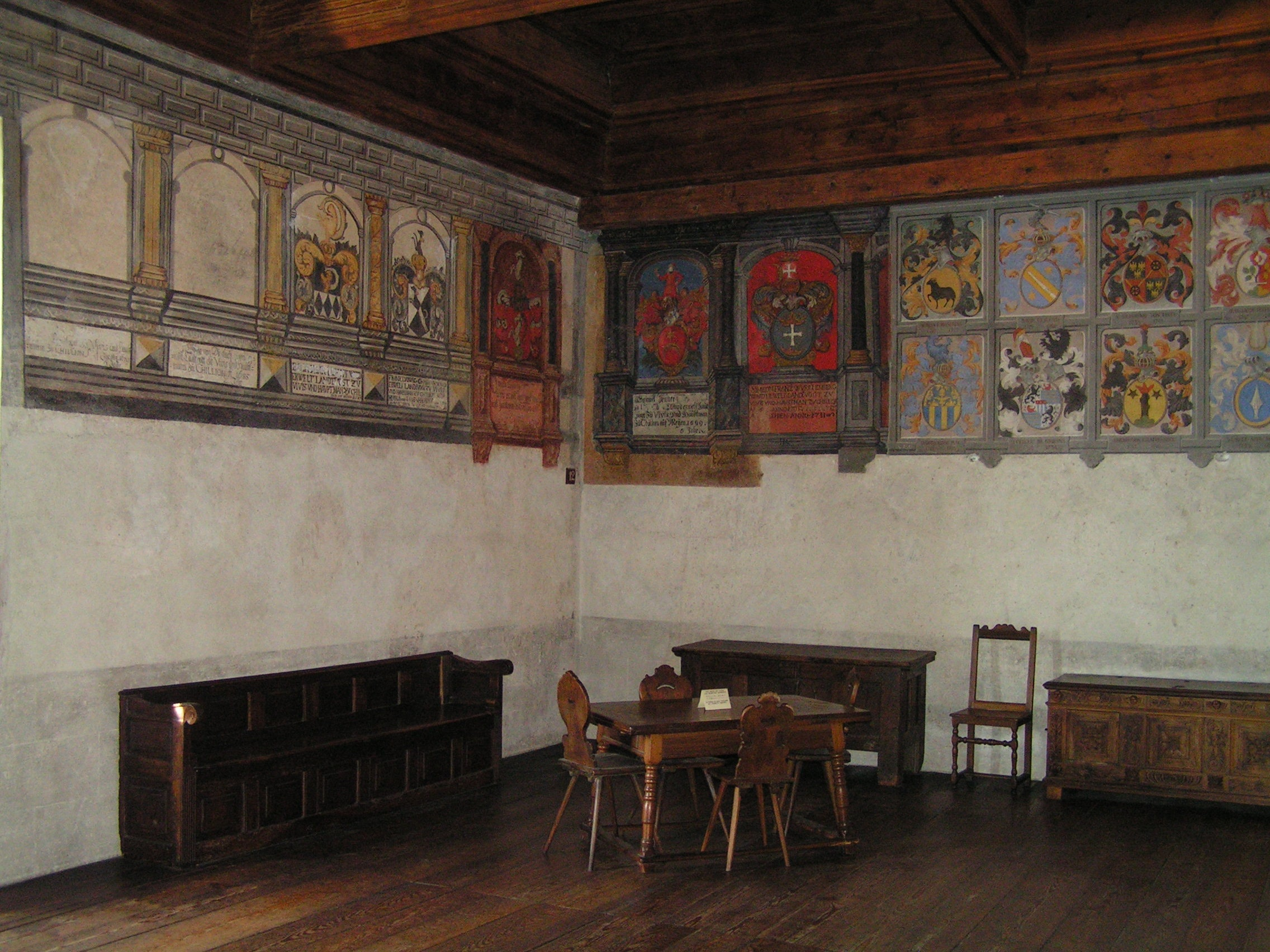
Sala decorada durante la ocupación bernesa: escudos de armas de los bailes berneses ocupantes de Chillon de 1536 a 1797.

Con el aumento de poder de sus enemigos, la casa de Saboya, convertida en ducado de Saboya en 1416, ya no podía gobernar su extenso territorio. El castillo constituía una especie de enclave en territorio bernés. Al sur, Chablais y el castillo de Aigle estaban ocupados por Berna desde 1475. El mismo año, las propiedades de Saboya al norte del país de Vaud —Grandson, Orbe, Échallens— cedieron ante el avance de los confederados. Durante varias décadas, los berneses debilitaron un ducado tambaleante y minado por los conflictos con el ducado de Borgoña y el rey Luis XI de Francia, unido todo ello a una oleada de protestantismo. Los berneses se impacientaban y decidieron poner fin al ducado, que se había vuelto demasiado incómodo. En 1536, ayudados por los ginebrinos que querían liberar a sus presos encarcelados en el castillo, los berneses prepararon el asedio de Chillon.
El 20 de marzo de 1536, un centenar de soldados ginebrinos embarcaron en cuatro navíos de guerra y otros tantos barcos. Los berneses, por su parte, llegaron el 26 de marzo a los alrededores de Lutry, a unos veinte kilómetros de Chillon. Resonaron los cañonazos y el duque de Saboya, entonces a cargo de Chillon, ordenó que si las tropas bernesas aparecían, se torturase a los presos de Ginebra mediante garrucha y se los ejecutase sin vacilar. A la mañana siguiente, los berneses llegaron a Veytaux y los valesanos aprovecharon la oportunidad para atacar también a los saboyanos por el sur. Por su parte, los barcos ginebrinos rodearon el castillo. Atrapados en tenaza por una potente artillería, los dirigentes saboyanos entablaron negociaciones. La guarnición se escapó durante la noche, perseguida por los ginebrinos, y desembarcó en Lugrin, para desaparecer en la oscuridad. Los atacantes decidieron entonces entrar en el castillo; rompieron las puertas y las cadenas y descubrieron a varios presos en las mazmorras, entre ellos a Bonivard, debilitado por seis años en prisión, pero aún vivo.
El castillo, parcialmente dañado por el fuego durante el ataque, fue reformado, pero seguía siendo muy poco acogedor. Los berneses no cambiaron la arquitectura global de la fortaleza, pero convirtieron algunos edificios en almacenes, despensas, cocinas y pequeños cuarteles. Su función administrativa cambió. El baile que lo habitaba tuvo que ocuparse de la región de Vevey. En 1627, el castillo fortaleza de Chillon poseía varias piezas de artillería y munición. A partir de 1656 sirvió de puerto principal en el lago Lemán para la flota de guerra bernesa.
Esta ocupación bernesa duró hasta 1733, fecha en la que el baile se trasladó a Vevey por razones de insalubridad. En 1793, el castillo se convirtió en hospital para heridos de guerra. Pero la presencia bernesa se debilitó progresivamente frente a la voluntad del país de Vaud de acceder a la independencia.

### Periodo valdense

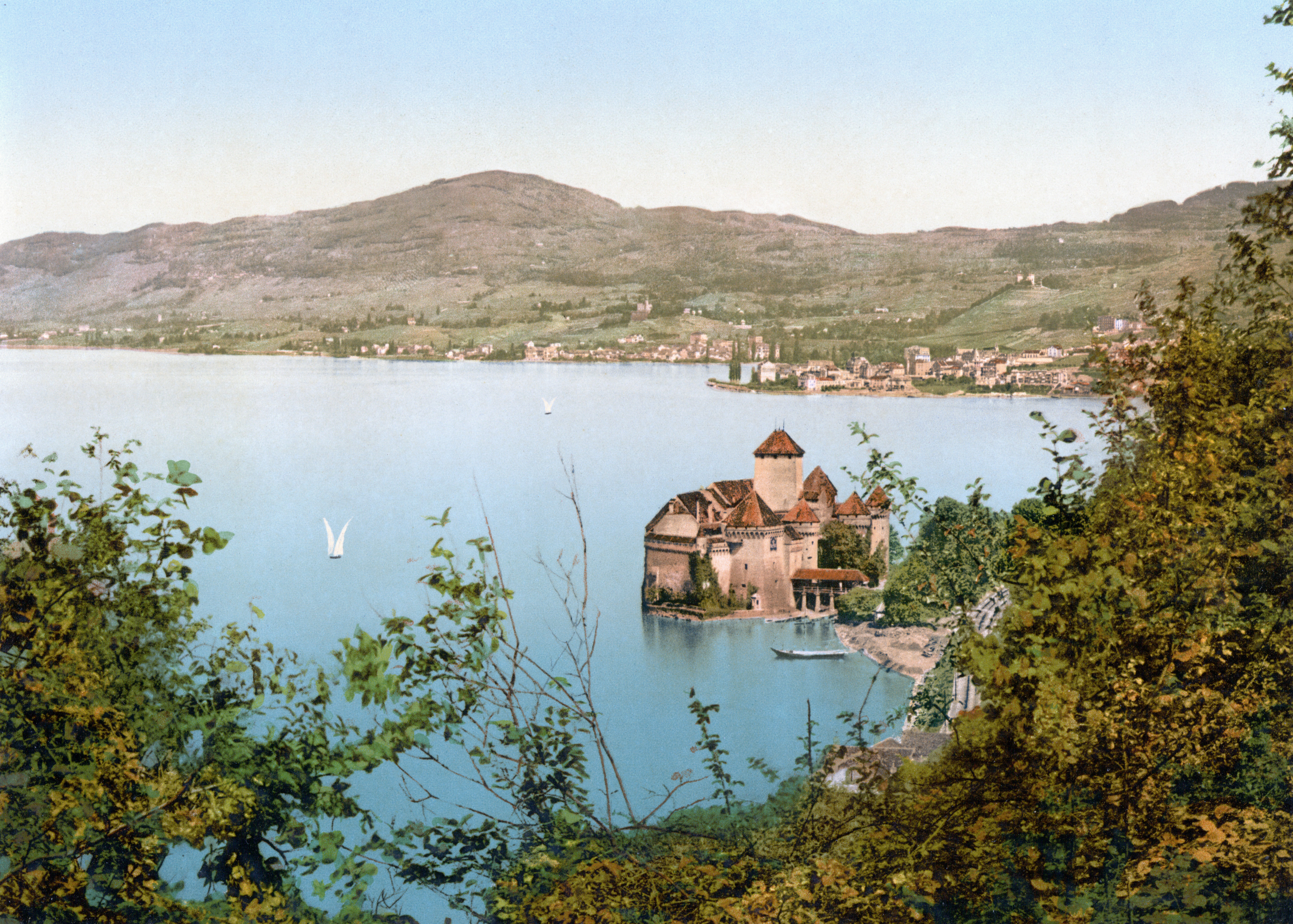
Fotocromo de alrededor de 1890 o 1900.

El 11 de enero de 1798, un grupo de gentes de Vevey ocupó el castillo y echó al baile bernés, que se marchó llevándose tapices que aún pueden verse en Berna hoy en día, y lo sustituyó por un puñado de gendarmes y vigilantes. El signo de la presencia bernesa sigue siendo aún visible en el flanco sur del castillo en un fresco con los colores de Berna y que puede verse desde la orilla. La independencia del país de Vaud y la creación de la «République Lémanique» se declaró oficialmente el 24 de enero de 1798. Después de un período de incertidumbre, debido a la presencia de las tropas francesas hasta 1802, el castillo perdió finalmente su utilidad como fortaleza.
Durante el siglo XVIII, se llenó el foso que bordea el lado este del castillo. En el curso de las restauraciones posteriores se reacondicionó este foso natural. En 1835, la fortaleza se convirtió en almacén de artillería y sufrió algunas modificaciones para facilitar el paso de los cañones. En 1866, la mazmorra albergó los archivos, y el castillo de Chillon sirvió como prisión militar. Este uso fue de corta duración. En 1887 se fundó una asociación para restaurar el edificio. Tras ser declarado monumento histórico en 1891, se llevaron a cabo unas excavaciones que en 1896 alumbraron restos romanos y permitieron comprender mejor la historia del castillo.

## Turismo
Desde finales del siglo XVIII, el castillo atrajo a los escritores románticos. Desde Jean-Jacques Rousseau a Victor Hugo, pasando por Alejandro Dumas, Gustave Flaubert y Lord Byron, e inspiró a poetas de todo el mundo. Victor Hugo dijo: «Chillon es un macizo de torres sobre un macizo de rocas». Algunos trabajos de restauración, inspirados en la visión romántica de la estética, se hicieron también en detrimento de la veracidad histórica. En 1900 el arquitecto Albert Naef continuó los trabajos de restauración hasta llegar al estado actual del edificio. Se rehicieron el interior y los tapices de algunas partes, así como la gran sala del baile, también llamada la «gran cocina bernesa».
En 1939 el castillo recibía ya a más de 100 000 visitantes. La proximidad de la ciudad de Montreux no es ajena a esta moda. El éxito siguió creciendo con los años y el monumento registra ahora más de 300 000 visitas al año. Gracias a las restauraciones, el castillo se encuentra en excelentes condiciones y proporciona una buena visión de la arquitectura feudal.

## Arte
- Lord Byron tituló uno de sus poemas The Prisoner of Chillon y también escribió un soneto sobre el castillo.
- Gustave Courbet pintó el castillo varias veces durante su exilio suizo en la vecina La Tour-de-Peilz. La representación más famosa es Le château de Chillon, óleo sobre lienzo pintado en 1874 que se encuentra actualmente en el museo de Courbet en Ornans y que se basa en una fotografía homónima de Adolphe Braun.